# .lc
.lc là tên miền quốc gia cấp cao nhất (ccTLD) của Saint Lucia. Bất pháp nhân nào cũng có thể đăng ký tên miền dưới.lc khi thỏa mãn các hướng dẫn.